# Знаменский, Анатолий Дмитриевич
Анато́лий Дми́триевич Зна́менский (1923—1997) — русский и советский писатель. Лауреат Государственной премии РСФСР имени М. Горького (1989).

## Биография
Родился 1 мая 1923 года на хуторе Ежовка Хопёрского округа Царицынской губернии (ныне Алексеевского района Волгоградской области) в семье бывшего штабного писаря 1-й Конной армии. Отец — Дмитрий Максимович Знаменский. Мать — Анна Капитоновна. Сестра — Клавдия. В 1920-х — 1930-х годах жил в станицах Слащёвская и Кумылженская. Окончил среднюю школу.
Был осуждён по 58-й статье. Срок отбывал в лагерях Коми АССР. Был лесорубом, начальником отдела геолого-поискового треста, работал в городской газете. В 1950 году журнал «На рубеже» опубликовал его первый роман «Неиссякаемый пласт».
После освобождения из ссылки поступил на Высшие литературные курсы при Литературном институте им. А. М. Горького, окончив их в 1960 году.
Потом поселился на Кубани.
Самое известное произведение — роман «Красные дни», повествующий о трагической судьбе героя Гражданской войны, донского казака Ф. К. Миронова.
В 1990 году подписал «Письмо 74-х».
Умер в Краснодаре в марте 1997 года.

## Награды и премии
- Орден Дружбы народов (4 августа 1993 года) — за большой вклад в развитие отечественной литературы[2].
- Государственная премия РСФСР имени М. Горького (1989) — за роман «Красные дни».
- Международная премия имени М. А. Шолохова в области литературы и искусства (1993).

## Увековечение памяти
- В 2005 году краснодарским региональным отделением СПР и мэрией города Краснодара учреждена Муниципальная литературная премия имени Анатолия Знаменского[3].
- Именем писателя назван проспект в микрорайоне Гидростроителей в г.Краснодаре.
- Именем писателя названо «Муниципальное бюджетное общеобразовательне учреждение средняя общеобразовательная школа N⁰ 13 А. Д. Знаменского» г. Хадыженск.